# Miss Slovenije 1969
Miss Slovenije 1969 je bilo lepotno tekmovanje, ki je potekalo 5. julija 1969 v zdravilišču Slatina v Radencih.
Tekmovalo je 17 deklet od 60 prijavljenih. Prireditev je vodila Kristina Remškar.

### Uvrstitve in nagrade
- zmagovalka Marija Hribar, 19 (oz. 20) let, dijakinja, Mengeš. 5000 dinarjev in darilni zavitek.
- 1. spremljevalka Zvezdana Rozina (oz. Rosina), 21 let, dijakinja (oz. študentka), Maribor
- 2. spremljevalka Silvija Nemec, 19 let, uslužbenka, Lesce

Vse tri so tekmovale na jugoslovanskem izboru.

### Glasbeni gostje
Nastopili so Dušan Jakšič, Lidija Kodrič, Arsen Dedić in Dubrovniški trubadorji.

### Kritika
Darila za zmagovalko so bila ukradena. Goreči ostanki ognjemeta so padali med gledalce, ob strelnem mestu pa se je vnela platnena streha stojnice.